# Rue de la Trilhe
La rue de la Trilhe (en occitan : carrièra de la Trilha) est une voie de Toulouse, chef-lieu de la région Occitanie, dans le Midi de la France.

## Situation et accès

### Description
La rue de la Trilhe est une voie publique. Elle se situe au cœur du quartier Saint-Étienne.
Elle naît perpendiculairement à la rue Espinasse et suit sur 115 mètres un cours relativement rectiligne, orienté au nord-est. Elle se termine au carrefour de la rue Vélane et elle est prolongée au nord-est par la rue Montoulieu-Vélane qui aboutit à la place Montoulieu, puis par la rue Montoulieu-Saint-Jacques, qui débouche sur la place Saint-Jacques et les allées Forain-François-Verdier.
La chaussée compte une seule voie de circulation automobile en sens unique, de la rue Vélane vers la rue Espinasse. Elle appartient à une zone de rencontre et la vitesse y est limitée à 20 km/h. Il n'existe pas de bande, ni de piste cyclable, quoiqu'elle soit à double-sens cyclable.

### Voies rencontrées
La rue de la Trilhe rencontre les voies suivantes, dans l'ordre des numéros croissants :
1. Rue Espinasse
2. Rue Vélane

### Transports
La rue de la Trilhe n'est pas directement desservie par les transports en commun Tisséo. Elle se trouve en revanche à proximité des allées Forain-François-Verdier, parcourues par les lignes de Linéo L9 et de bus 29, et des allées Jules-Guesde, par les lignes de bus 4466, tandis que la rue Théodore-Ozenne est également desservie par la navette Ville. La station de métro la plus proche est la station Carmes sur la ligne .
Les stations de vélos en libre-service VélôToulouse les plus proches sont les stations no 45 (10 rue Théodore-Ozenne), no 66 (rue du Huit-Mai-1945) et no 67 (35 allées Jules-Guesde).

## Odonymie
Il existe, au Moyen Âge, plusieurs rues de la Trilhe. La plus importante s'étend entre la place Rouaix et la place de la Trinité – elle était parfois désignée comme la rue de la Trilhe-de-Rouaix (actuelle rue de la Trinité). Une autre rue se trouve dans le faubourg Saint-Cyprien (actuelles rues Piquemil et du Chapeau-Rouge). La troisième, enfin, connue comme la rue de la Trilhe ou de la Trilhe-Montoulieu. Toutes ces rues devaient probablement leur nom aux déplacements de l'auberge à l'enseigne de la Trilhe ou de la Treille (trilha en occitan). 

## Patrimoine et lieux d'intérêt

### Hôtel de Pennautier
Classé MH (1997)
Un vaste hôtel particulier est élevé au milieu du XVIIe siècle pour Henri Reich de Pennautier, conseiller aux requêtes au parlement et frère de Pierre Louis Reich de Pennautier. Il est acheté en 1712 par Jean-Mathias de Riquet (1638-1714), président à mortier au parlement, fils de Pierre-Paul Riquet. C'est son fils, Alexandre de Riquet (1709-1791), qui fait remanier l'hôtel au milieu du XVIIIe siècle. Il passe ensuite à sa fille, Gabrielle de Riquet (1744-1809), épouse de Jacques d'Avessens de Saint-Rome. En 1815, l'hôtel est vendu  à Joseph de Villèle (1773-1854), maire de Toulouse et président du Conseil des ministres pendant la Restauration.

### Immeubles
no  1 : immeuble (deuxième moitié du XVIIIe siècle).
no  8 : immeuble (fin du XVIe siècle ; deuxième moitié du XVIIIe siècle).
no  12 : immeuble (première moitié du XIXe siècle).
no  16 : immeuble (XVIIIe siècle).
no  18 : immeuble (XVIIIe siècle).